# Bővítmény (számítástechnika)

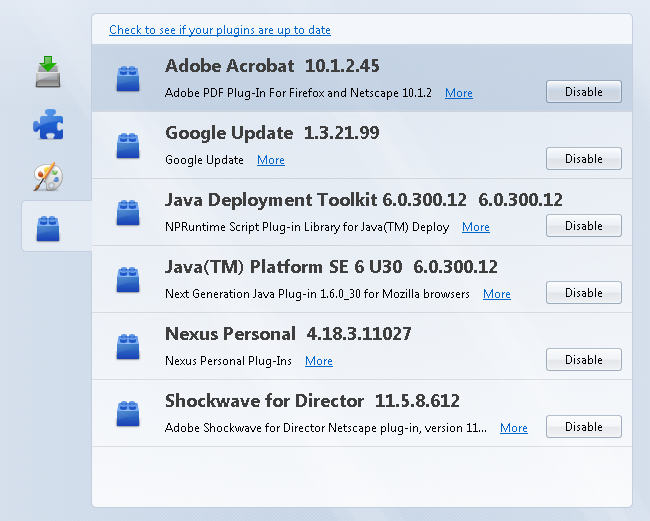
Mozilla Firefoxban megjelenő telepített bővítmények listája

A számítástechnikában a bővítmény (angol megfelelői: plug-in, plugin, add-in, addin, add-on, ill. addon) egy olyan szoftver-összetevő, ami bizonyos tulajdonságokkal bővít egy meglevő számítógépes programot. Ha egy program támogat bővítményeket, akkor testreszabható.
Az internet-böngészők régebben megengedték a futtatható állományok bővítményekként való használatát, de legtöbbjük mára elavult. (Ezek más típusú szoftvermodulok mint a böngésző bővítményei.) Két példa bővítményre a videók lejátszásához való Adobe Flash Player és az applet-eket futtató Java virtuális gép.
Egy téma vagy egy stílus olyan előre összeállított programcsomag, ami bővített vagy módosított megjeleníthető elemekhez tartalmaz adatokat, amit adott szoftverhez vagy weboldalhoz alkalmazható grafikus felhasználói felület (graphical user interface [GUI]) használ, hogy különböző felhasználók céljainak, ízlésének, vagy az adott témának megfelelően egy számítógépes szoftver-elem vagy egy operációs rendszer felhasználó-oldali GUI (és ablakkezelők) megjelenése testreszabható legyen.

## Céljai és példák
Több oka van, hogy alkalmazások bővítményeket támogatnak. Néhány a fő okok közül:
- hogy az alkalmazások funkcióinak bővítését lehetővé tegyék harmadik fél fejlesztői számára
- hogy támogassák az új tulajdonságokkal való bővítést
- hogy csökkentsék az alkalmazás méretét
- hogy az összeférhetetlen szoftver-licenszek miatt a forráskódot elkülönítsék az alkalmazástól.

Amiért különböző alkalmazások bővítményeket használnak:
- hangszerkesztők hang létrehozásához, vele műveletek végzéséhez, vagy azok elemzéséhez használnak bővítményeket. Ilyen szerkesztők pl. az Ardour és az Audacity.
- digitális audio-munkaállomások (digital audio workstation [DAW]) hang létrehozásához vagy vele való műveletek végzéséhez használnak bővítményeket. Ilyen szerkesztők pl. a Logic Pro X és a ProTools.
- e-mail kliensek e-mail-ek titkosításához és annak visszafejtéséhez használnak bővítményeket. Ilyen bővítmény pl. a Pretty Good Privacy.
- videójáték-konzol emulátorok gyakran bővítményekkel osztják modulokra az emulált eszközök különböző alrendszereit. Például a PCSX2 emulátor a PlayStation 2 megfelelő video-, hang-, optikai-, stb. komponenseinek bővítményeit használja.
- grafikai szoftverek fájlformátumok támogatásához és képekkel való műveletek végzéséhez használnak bővítményeket. (vö. Photoshop bővítmény)
- médialejátszók fájlformátumok támogatásához és szűrők alkalmazásához használnak bővítményeket. Ilyen médialejátszók a foobar2000, a GStreamer, a Quintessential, a VST, a Winamp, és az XMMS.
- Csomaglehallgatók csomagformátumok dekódolásához használnak bővítményeket. Ilyen csomaglehallgató az OmniPeek.
- Távérzékelő alkalmazások különböző típusú érzékelők adatainak a feldolgozásához használnak bővítményeket; pl. Opticks.
- Szövegszerkesztők és Integrált fejlesztőkörnyezetek programnyelv-támogatáshoz vagy a fejlesztési folyamat elősegítéséhez használnak bővítményeket, pl. a Visual Studio, a RAD Studio, az Eclipse, az IntelliJ IDEA, a jEdit és a MonoDevelop támogatnak bővítményeket. Maga a Visual Studio használható bővítményként más alkalmazásokhoz a Visual Studio Tools for Office-on és a Visual Studio Tools for Applications-ön keresztül.
- Az internet-böngészők régebben futtatható állományokat használtak bővítményként, de legtöbbjük mára elavult. Erre példa többek között az Adobe Flash Player, a Java SE, a QuickTime, a Microsoft Silverlight és a Unity. (Szemben a böngésző bővítményeivel, amik ma is széles körben használt különálló telepíthető modulok.)

## Működése

Példa bővítmény-keretrendszerre

A futtató alkalmazás a bővítmény által használható szolgáltatásokat biztosít, többek között ahhoz, hogy a bővítmények regisztrálhassák magukat a futtató alkalmazással és hogy legyen egy protokoll a bővítményekkel való adatcseréhez. A bővítmények a futtató alkalmazás által biztosított szolgáltatásoktól függnek és általában önállóan nem futtathatók. Ezzel ellentétben a futtató alkalmazás a bővítményektől függetlenül működik, ezáltal lehetővé téve, hogy a végfelhasználók a futtató alkalmazás módosítása nélkül dinamikusan adhassanak hozzá vagy frissíthessenek bővítményeket.
A programozók jellemzően megosztott könyvtárak használatával valósítják meg a bővítmények funkcióit, amik futásidőben dinamikusan töltődnek be, és a futtató alkalmazás által meghatározott helyre vannak telepítve. A HyperCard hasonlóan működött, de inkább magában a HyperCard dokumentumaiban (az ún. halmokban) volt a bővítmények kódja. Ezáltal a HyperCard halom maga egy önálló alkalmazás lett, különálló egységként terjeszthető és a végfelhasználók által további telepítés nélkül futtatható. Egyes programok úgy valósítanak meg bővítményeket, hogy egyszerű szkriptfájlokat töltenek be egy mappából, amiket valamilyen szkriptnyelven írtak, mint a Python vagy a Lua.

## A Mozilla definíciói
A Mozilla Alapítvány definíciói szerint az „add-on”, az „extension” és a „plug-in” kifejezések nem szinonimák. Az „add-on” nevesít bármit, ami bővíti egy Mozilla alkalmazás funkcióit. Az „extension” egyetlen altípusból áll, jóllehet a legelterjedtebb és a leghathatósabb. A Mozilla alkalmazásaihoz jár egy integrált bővítmény-kezelő, ami – a csomagkezelőkhöz hasonlóan – a bővítmények telepítéséért, frissítéséért, és menedzseléséért felel. A „plug-in” viszont szigorúan az NPAPI-alapú internetes tartalom-megjelenítőket jelöli. Ezek lassan elavultnak tekinthetők.

## Története
A bővítmények már az 1970-es évek közepén megjelentek, amikor az UNIVAC Series 90 nagygépeken Unisys VS/9 operációs rendszeren futó EDT szövegszerkesztő lehetővé tette, hogy egy olyan programot lehessen futtatni a szerkesztőből, ami hozzáfér a szerkesztő pufferéhez, így egy külső program férhetett hozzá egy szerkesztés alatt álló memóriához. A bővítmény meghívhatta a szerkesztő szövegszerkesztési szolgáltatásait az így megosztott puffer alapján. A Waterloo Fortran fordító az EDT-vel szerkesztett Fortran programok interaktív fordításához használta ezt a funkciót.
PC-szoftver alkalmazások az elsők közül amikben volt ilyen funkció a HyperCard és a QuarkXPress, mindkettőt Macintosh-ra adták ki 1987-ben. 1988-ban a Silicon Beach Software biztosított ilyen funkciót a Digital Darkroom-hoz és SuperPaint-hez, és Ed Bomke találta ki a „plug-in” kifejezést.

## Fordítás
- Ez a szócikk részben vagy egészben a Plug-in (computing) című angol Wikipédia-szócikk ezen változatának fordításán alapul.  Az eredeti cikk szerkesztőit annak laptörténete sorolja fel. Ez a jelzés csupán a megfogalmazás eredetét és a szerzői jogokat jelzi, nem szolgál a cikkben szereplő információk forrásmegjelöléseként.